# Chöre
Chöre ist ein Lied des deutschen Popsängers Mark Forster. Das Stück ist die zweite Singleauskopplung aus seinem dritten Studioalbum Tape.

## Entstehung und Artwork
Geschrieben wurde das Lied gemeinsam von Mark Cwiertnia (Mark Forster), Tobias Kuhn, Ralf Christian Mayer, Daniel Nitt und Sebastian Wehlings. Produziert wurde die Single durch Mark Cwiertnia, Ralf Christian Mayer und Daniel Nitt. Arrangiert wurde das Stück durch Jason & The Angrynotes (Horn) und Daniel Nitt, letzterer war auch für die Programmierung verantwortlich. Das Mastering erfolgte durch 24-96 Mastering, unter der Leitung von Robin Schmidt. Die Aufnahmen und das Engineering erfolgten unter der Leitung von Ralf Christian Mayer und Daniel Nitt im Califor Audibles und Gismo7 in Motril (Spanien). Darüber hinaus mischte Mayer die Single ab. Die Single wurde unter dem Musiklabel Four Music veröffentlicht und durch BMG Music Publishing, den Labelmate Songs Musikverlag, Larrabeat Publishing und den Ten Thirteen Musikverlag vertrieben. Auf dem Cover der Maxi-Single ist lediglich der Liedtitel in schwarzer Schrift in einem weißen Kreis, vor einem von blau über violett ins rot gehenden Hintergrund, zu sehen. Es ist exakt das gleiche Coverbild wie zur vorangegangenen Maxi-Single Wir sind groß. Das Coverbild wurde durch Benjamin Kakrow designt.

## Veröffentlichung und Promotion
Die Erstveröffentlichung von Chöre erfolgte als Einzeldownload am 28. Oktober 2016. Kurz nach der Veröffentlichung suchte Forster zusammen mit RPR1 und dem Chorverband Rheinland-Pfalz nach Fans, um das Lied mit einem Fanchor erneut aufzunehmen. Das Lied wurde in einer Akustikversion im RPR1-Studio aufgenommen. Des Weiteren ist das Lied der offizielle Soundtrack zur deutschen Filmkomödie Willkommen bei den Hartmanns. Im Dezember 2016 untermalte der deutsche Fernsehsender ProSieben mit dem Stück seinen Werbetrailer für die „Show-Highlights“, damit wurde Chöre in sämtlichen Werbepausen gespielt. ZDFneo nutzt das Lied als Titelmusik für die Quizsendung Clever abgestaubt. Um das Lied und sich selbst weiter zu bewerben, folgte unter anderem ein Akustikauftritt im ZDF-Servicemagazin Volle Kanne. Darüber hinaus diente das Stück als Titelsong der WDR-Produktion Der beste Chor im Westen sowie mit abgewandeltem Text als Titelsong zur fünften Staffel von Sing meinen Song – Das Tauschkonzert.

## Inhalt
| „Wie ich dich seh’, ist für dich unbegreiflich, komm ich zeig’s dir: Ich lass’ Konfetti für dich regnen. Ich schütt’ dich damit zu, ruf’ deinen Namen aus allen Boxen, der beste Mensch bist du. Ich roll’ den roten Teppich aus, durch die Stadt bis vor dein Haus, du bist das Ding für mich; und die Chöre singen für dich.“ – Refrain, Originalauszug | Der Liedtext zu Chöre ist in deutscher Sprache verfasst. Die Musik wurde von Mark Cwiertnia, Tobias Kuhn, Ralf Christian Mayer, Daniel Nitt und Sebastian Wehlings; der Text von Cwiertnia, Kuhn und Wehlings verfasst. Musikalisch bewegt sich das Lied im Bereich der Popmusik. Der Hauptgesang des Liedes stammt von Forster, im Hintergrund sind zusätzlich die Stimmen der Harlem Gospel Singers zu hören. Als Instrumentalisten wurden Harry Brown (Tamburin), Alex Grube (Bass und Gitarre), Jason & The Angrynotes (Horn), Tobias Kuhn (Gitarre), Daniel Nitt (Keyboard), Dave Priseman (Trompete), Ryan Quigley (Trompete), Julian Siegel (Saxophon) und Jason Yarde (Saxophon) engagiert. Chöre ist eine Liebeserklärung, in der sich Forster mit Zweifeln auseinandersetzt. Es sei sinnlos, sich vor der Welt zu verstecken. „Die Chöre singen für dich“ sei ein Aufruf, mutig nach vorne zu gehen, Sorgenfalten einfach mal gegen ein Lächeln einzutauschen, anstatt sich gegen das Glücklichsein zu wehren. |

## Musikvideo
Das Musikvideo zu Chöre feierte am 27. Oktober 2016 auf YouTube seine Premiere. Zu sehen sind immer wieder im Wechsel Szenen von Forster, der vor verschiedenen Hintergründen das Lied singt und dazu tanzt, sowie Ausschnitte aus dem Film Willkommen bei den Hartmanns. Die Gesamtlänge des Videos beträgt 3:28 Minuten. Regie führte zum wiederholten Mal Kim Frank. Bis heute zählt das Musikvideo über 112 Millionen Aufrufe bei YouTube (Stand: August 2025).

## Mitwirkende
| Liedproduktion - Harry Brown: Tamburin - Mark Cwiertnia (Mark Forster): Gesang, Komponist, Liedtexter, Musikproduzent - Alex Grube: Bass, Gitarre - The Harlem Gospel Singers: Hintergrundgesang - Jason & The Angrynotes: Arrangement, Horn - Tobias Kuhn: Gitarre, Komponist, Liedtexter - Ralf Christian Mayer: Abmischung, Engineering, Komponist, Musikproduzent, Tonmeister - Daniel Nitt: Arrangement, Engineering, Keyboard, Komponist, Musikproduzent, Programmierung, Tonmeister - Dave Priseman: Trompete - Ryan Quigley: Trompete - Robin Schmidt: Mastering - Julian Siegel: Saxophon - Sebastian Wehlings: Komponist, Liedtexter - Jason Yarde: Saxophon | Artwork - Kim Frank: Regisseur (Musikvideo) - Benjamin Kakrow: Artdirector (Cover) Unternehmen - 24-96 Mastering: Mastering - BMG Music Publishing: Vertrieb - Califor Audibles: Tonstudio - Four Music: Musiklabel - Gismo7: Tonstudio - Labelmate Songs Musikverlag: Vertrieb - Larrabeat Publishing: Vertrieb - Ten Thirteen Musikverlag: Vertrieb |

## Rezeption

### Charts und Chartplatzierungen
Chöre erreichte in Deutschland Position zwei der Singlecharts und konnte sich insgesamt elf Wochen in den Top 10 und 37 Wochen in den Charts halten. In Österreich erreichte die Single ebenfalls Position zwei und konnte sich neun Wochen in den Top 10 und 24 Wochen in den Charts halten. In der Schweiz erreichte Chöre Position sieben und konnte sich insgesamt sechs Wochen in den Top 10 und 35 Wochen in den Charts halten. Obwohl es das Lied nicht auf Platz eins schaffte, war es trotzdem für einen Zeitraum von aktuell einer Woche das erfolgreichste deutschsprachige Lied in den deutschen Singlecharts. 2016 platzierte sich die Single auf Position 76 in den deutschen Single-Jahrescharts. 2017 platzierte sich die Single auf Position 63 der Single-Jahrescharts in Deutschland, auf Position 69 in Österreich sowie auf Position 40 in der Schweiz.
Für Forster als Interpret ist dies, inklusive des Charterfolgs mit seinem Musikprojekt Eff, bereits der zehnte Charterfolg in Deutschland, sowie der siebte in Österreich und der fünfte in der Schweiz. Es ist sein fünfter Top-10-Erfolg in Deutschland, sowie sein vierter in Österreich und sein dritter in der Schweiz. Als Autor ist dies bereits der elfte Charterfolg in Deutschland, sowie sein siebter in Österreich und sein fünfter in der Schweiz. Es ist sein fünfter Top-10-Erfolg in Deutschland, sowie sein vierter in Österreich und dritter in der Schweiz. Als Musikproduzent ist dies sein sechster Charterfolg in Deutschland und Österreich, sowie sein fünfter in der Schweiz. Es ist sein vierter Top-10-Erfolg in Deutschland und Österreich, sowie sein zweiter in der Schweiz.
Mayer erreichte in seiner Tätigkeit als Autor zum elften Mal die Charts in Deutschland sowie zum siebten Mal in Österreich und zum vierten Mal in der Schweiz. Als Produzent ist es sein 14. Charterfolg in Deutschland, auch der siebte in Österreich und ebenfalls der vierte in der Schweiz. In beiden Funktionen ist es nach Au revoir (Mark Forster feat. Sido) und Wir sind groß (Mark Forster) sein dritter Top-10-Erfolg in Deutschland. In Österreich ist ebenfalls nach Au revoir und Flash mich (Mark Forster) sein dritter Top-10-Hit in beiden Funktionen, in der Schweiz ist es nach Au revoir der zweite. Für Kuhn ist es der zehnte Charterfolg in Deutschland, sowie der sechste in Österreich und der vierte in der Schweiz. Es ist sein dritter Top-10-Erfolg in Deutschland und Österreich, sowie sein zweiter in der Schweiz. Für Nitt stellt es den sechsten Charterfolg in Deutschland, sowie den fünften in Österreich und den dritten in der Schweiz dar. Es ist sein dritter Top-10-Erfolg in Deutschland und Österreich, sowie sein zweiter in der Schweiz. Für Wehlings ist es der fünfte Charterfolg in Deutschland, sowie der dritte in Österreich und der Schweiz. Es ist sein dritter Top-10-Erfolg in Deutschland und Österreich, sowie sein zweiter in der Schweiz.
| ChartsChartplatzierungen | Höchstplatzierung | Wochen |
| ------------------------ | ----------------- | ------ |
| Deutschland (GfK)        | 2 (37 Wo.)        | 37     |
| Österreich (Ö3)          | 2 (24 Wo.)        | 24     |
| Schweiz (IFPI)           | 7 (37 Wo.)        | 37     |

| ChartsJahrescharts (2016) | Platzierung |
| ------------------------- | ----------- |
| Deutschland (GfK)         | 76          |

| ChartsJahrescharts (2017) | Platzierung |
| ------------------------- | ----------- |
| Deutschland (GfK)         | 63          |
| Österreich (Ö3)           | 69          |
| Schweiz (IFPI)            | 40          |

### Auszeichnungen für Musikverkäufe
Am 21. November 2017 wurde Chöre in Deutschland mit einer Platin-Schallplatte ausgezeichnet. Bereits im Februar bzw. Mai 2017 erhielt die Single Gold in Österreich und der Schweiz. Insgesamt wurde die Single europaweit mit einmal Gold und zweimal Platin für über 445.000 verkaufte Einheiten ausgezeichnet.
| Land/Region        | Auszeichnungen für Musikverkäufe (Land/Region, Auszeichnung, Verkäufe) | Verkäufe |
| ------------------ | ---------------------------------------------------------------------- | -------- |
| Deutschland (BVMI) | Platin                                                                 | 400.000  |
| Österreich (IFPI)  | Gold                                                                   | 15.000   |
| Schweiz (IFPI)     | Platin                                                                 | 30.000   |
| Insgesamt          | 1× Gold · 2× Platin ·                                                  | 445.000  |

## Coverversionen
- 2017: Lisa-Marie König. Sie nahm mit einer umgetexteten Coverversion unter dem Titel Wir sind sicher nicht allein am Kiddy Contest 2017 teil. Das Lied ist auf dem dazugehörigen Sampler Kiddy Contest Vol. 23 zu finden.[19]
- 2019: Kidz Bop Germany. Das Musikprojekt veröffentlichte eine kinderfreundliche Version des Stücks auf ihrem Debütalbum Kidz Bop Germany  am 29. März 2019.[20]